# Tildonk
Tildonk, parfois Thildonck en français, est un village de la province du Brabant flamand qui, avec Wespelaer, Wakkerzeel et Kelfs, fait depuis 1977 partie de la commune de Haecht (Région flamande de Belgique).

## Étymologie
La plus ancienne mention connue de Tildonk remonte à 1107 : dans le nom de famille d’un certain ‘Reinerus de Thieldunck’. Tildonk est formé de deux mots médiévaux : ‘Til’ qui veut dire ‘ forêt’ et ‘donk’ : altitude’.

## Évolution démographique
- Sources : INS, Rem. : 1831 jusqu'en 1970 = recensements, 1976 = nombre d'habitants au 31 décembre.

## Éléments d’histoire
Des chevaliers de Tildonk, proches du duc de Brabant, vivaient au XIIe siècle à Oudenborg et Nieuwenborg (le site actuel du château). En 1699 Tildonk est élevé en ‘Comté’ en faveur d’un Charles L'Archier. Ce comté passe plus tard entre les mains de la famille de Lalaing. Maximilien de Lalaing fut, au XVIIIe siècle, le plus important représentant de ces seigneurs de Tildonk. En 1967, la municipalité de Tildonk reprit les armoiries de la famille de Lalaing.

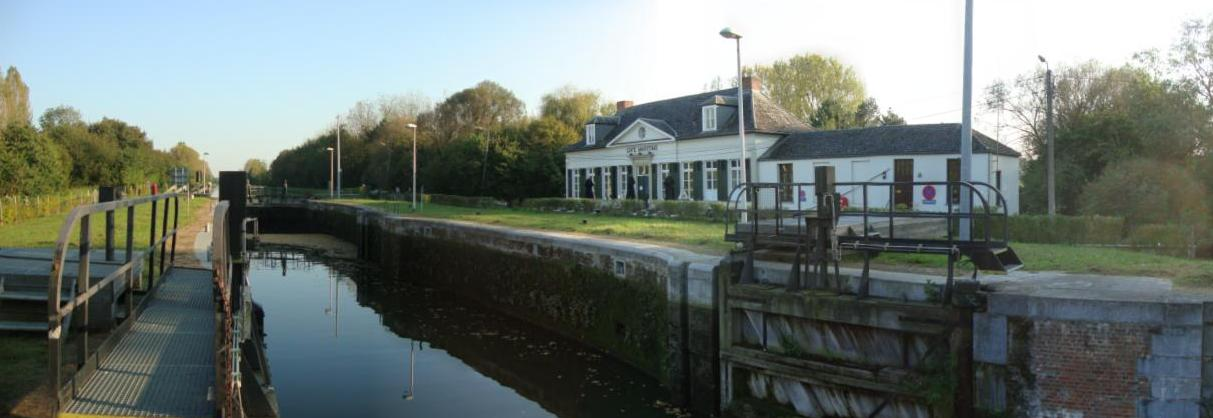
Ancienne écluse (XVIIIe siècle) sur le canal Louvain-Dyle

Le creusement du canal Louvain-Dyle en 1750, reliant Tildonk à la partie navigable de la Dyle, et la création de la ligne ferroviaire Malines-Louvain, avec gare à Wespelaar-Tildonk (en 1857) contribuèrent au développement et à la prospérité du village.

## Ursulines de Tildonk
Le village est surtout connu pour avoir été le berceau, en 1821, d’une congrégation de religieuses catholiques enseignantes qui se développa au point de devenir un ordre religieux de droit pontifical. Un petit groupe de trois jeunes dames de Tildonk, Anna-Marie Van Groederbeek, Maria Van Ackerbrouck, et Catharina Van den Schriek, désirent servir l’Église en ouvrant une école pour jeunes filles. Elles sont encouragées par leur curé Jean Lambertz. Au fil des années, et ouvrant des écoles de village en village, le groupe est devenu missionnaire et international, comptant plus de 1000 membres (dont près de 800 en Inde) dans quatre continents et 145 communautés (en 2010). Les religieuses sont connues comme les « sœurs ursulines de Tildonk ».

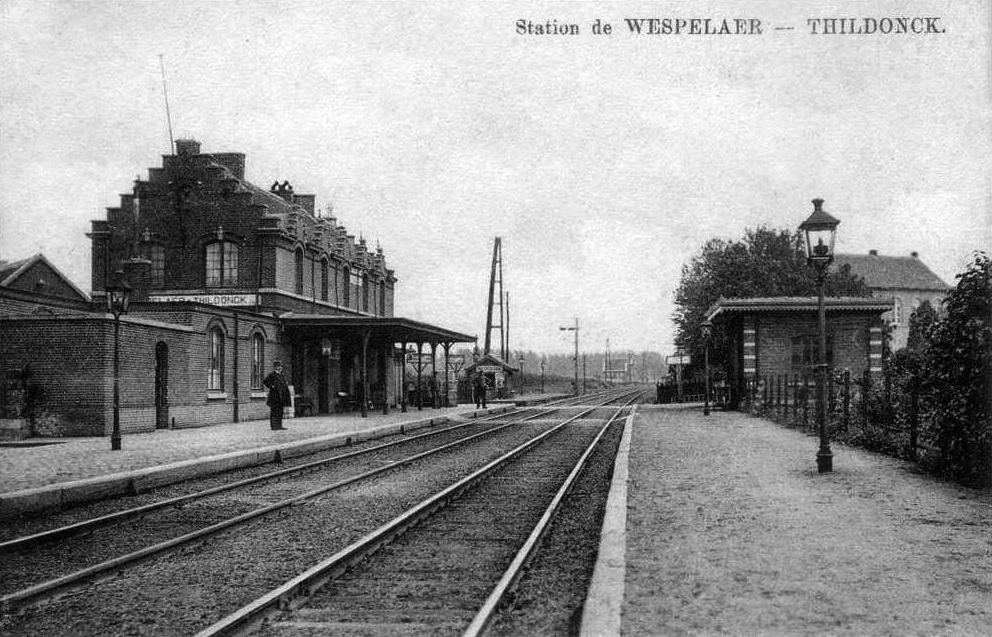
Gare de Wespelaar-Tildonk [Thildonck] vers 1900

## Monuments
- Église Saint-Jean-Baptiste de Tildonk
- Gare de Hambos